# Bernadette Delprat
Pour les articles homonymes, voir Delprat.
Bernadette Delprat, née le 7 décembre 1901 à Tours et morte le 24 février 1971 à Créteil, est une artiste lyrique et soprano française. Elle a connu une carrière nationale et internationale. Engagée politiquement, elle a chanté pour les Républicains espagnols en 1938, en pleine guerre civile espagnole.

## Biographie

### Jeunes années
Née à Tours en 1901, dans un milieu modeste, son père est menuisier et sa mère femme au foyer. Elle débute la musique à 15 ans en apprenant le piano et le solfège. Elle suit son professeur en Angleterre, et y rencontre son futur mari, Archibald Emerson, qu'elle épouse en 1920. Ils ont trois enfants, mais le couple ne s'entend pas, et leur divorce est prononcé en 1930.

### Carrière lyrique

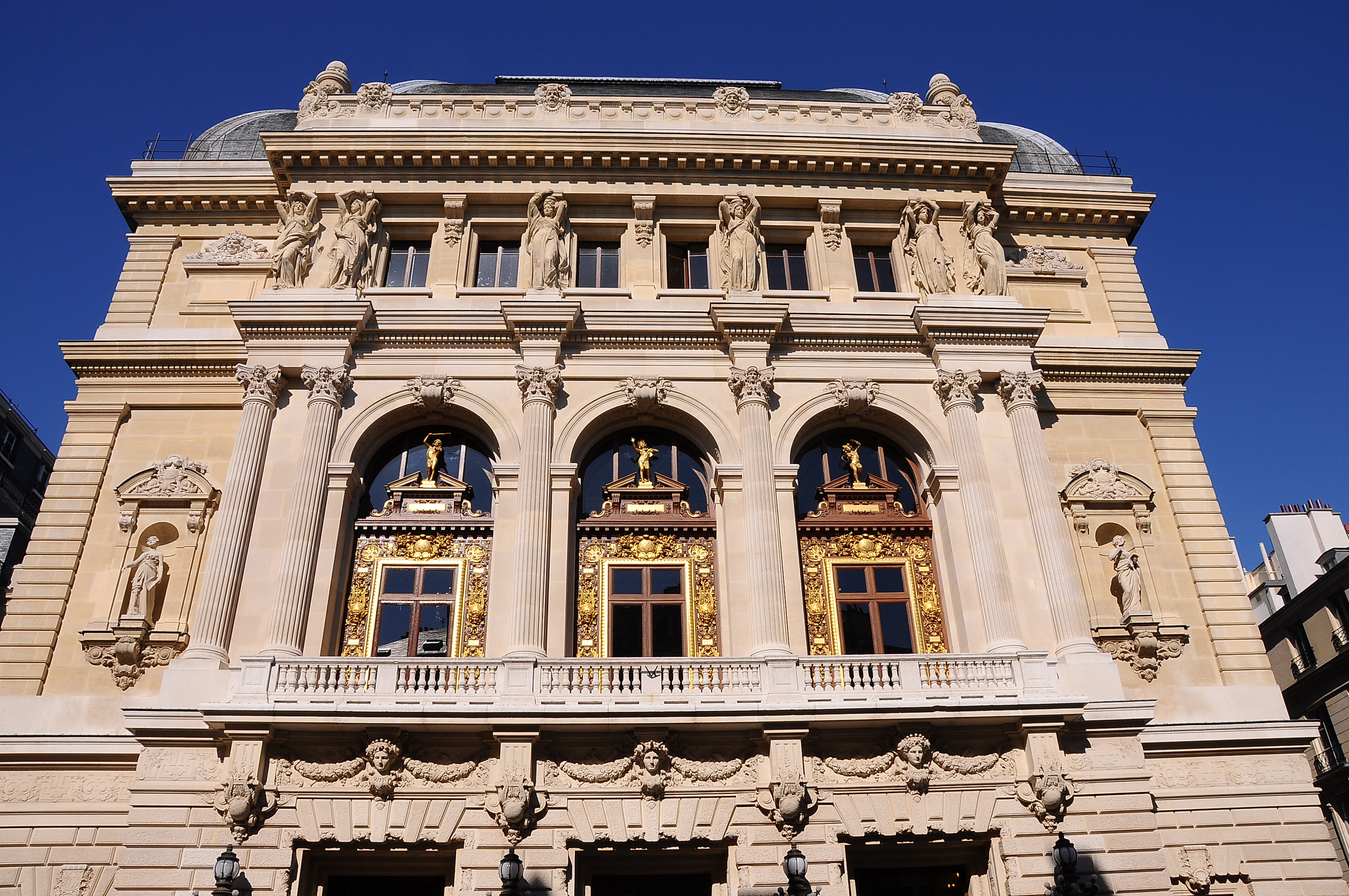
L'Opéra-Comique de Paris

Elle revient à Tours en 1930, et reprend des cours de chant. Elle est repérée lors d'un concert au Grand Théâtre de Tours par le directeur de l’Opéra-Comique de Paris. Elle fait ses débuts en 1931 dans le rôle de Tosca à l'Opéra-Comique de Paris. Elle apparaît dans des opérettes. Puis elle se produit à Lyon, Marseille et Bordeaux. Dans les saisons 1937-1945, elle est en même temps membre du Grand Opéra de Paris, où elle fait ses débuts dans le rôle de Marguerite dans Faust. Elle fait des apparitions au Teatro Liceo de Barcelone et, au cours de la saison 1936-1937, se produit au Covent Garden de Londres.

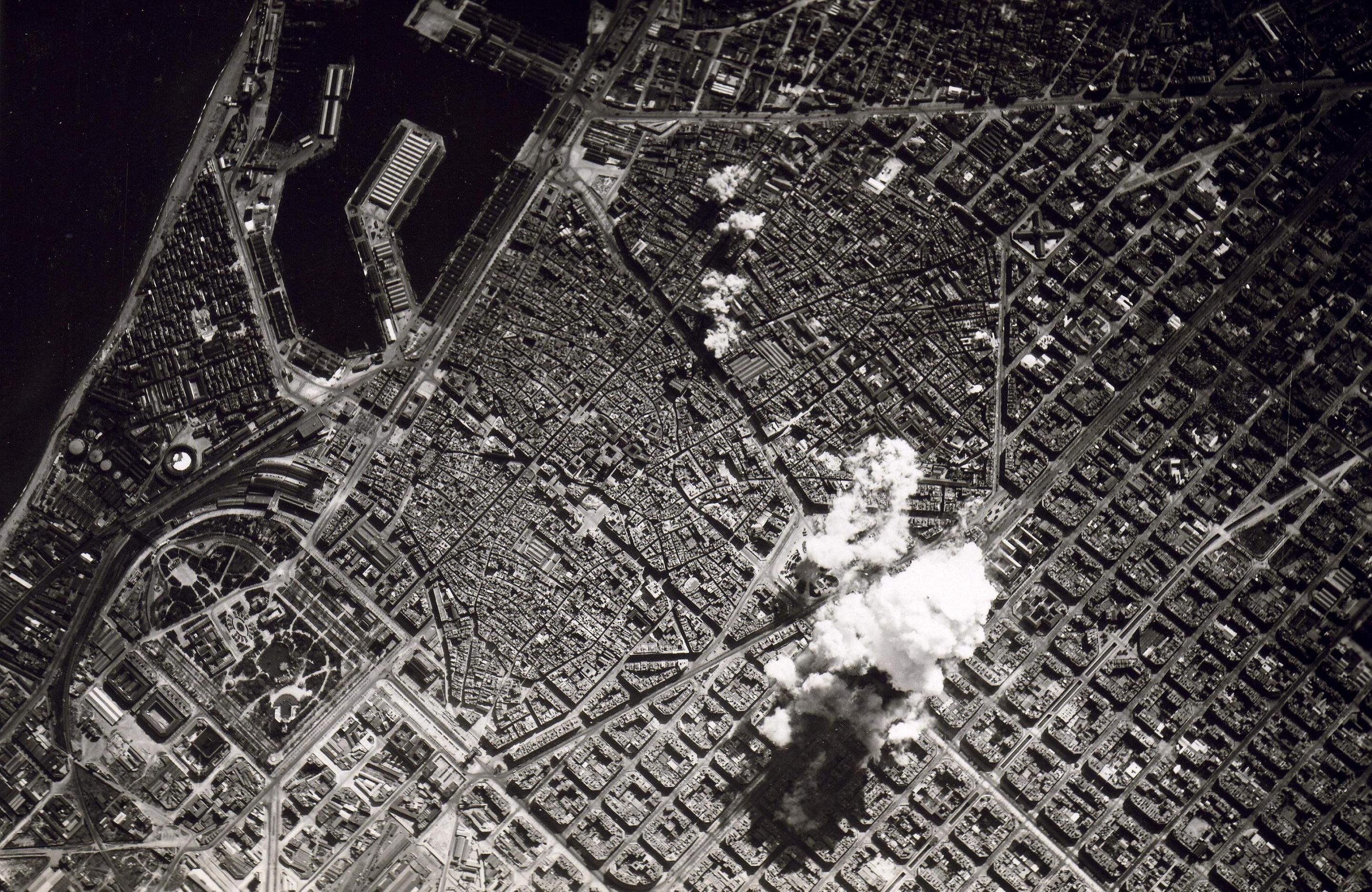
Barcelone en 1938, sous les bombes franquistes

Elle adhère en 1936 à la Fédération musicale populaire, qui se constitue pour soutenir la république espagnole lors de la guerre civile. Elle chante ainsi à Barcelone, en 1938, alors que la ville est bombardée par les franquistes.
Elle revient chanter à Tours à de nombreuses occasions.

### Hommages
Une salle porte son nom à La Ville-aux-Dames.

## Principaux concerts
- 1931 : Tosca au Théâtre national de l'Opéra-Comique (Tosca)
- 1935-1938 : Théâtre de la Monnaie
- 1936 : Louise au Royal Opera House (Louise)
- 1937 : Les contes d'Hoffmann au Royal Opera House (Giulietta/Antonia)
- 1937-1945 : Faust à l'Opéra de Paris (Marguerite)
- 1943 : Opéra de Monte Carlo

## Répertoire
Son répertoire inclus Comtesse dans Nozze die Figaro, Donna Elvira, Elsa dans Lohengrin, Mimi dans La Bohème, Cio-Cio-San dans Madama Butterfly et Salomé dans Hérodiade.

## Discographie
Plusieurs enregistrements sont connus, dont
- L'Opéra-comique Volume II (2000) de André Messager et autre(s).
- Quand on est aux hussards de la garde (1931)
- Tosca (1898) de Giacomo Puccini
- Airs d'opéra italiens de Giuseppe Verdi et autre(s)